# AEG G.IV
O AEG G.IV foi um bombardeiro bimotor, biplano, fabricado pela AEG e utilizado durante a Primeira Guerra Mundial pelo Império Alemão.
Ele foi desenvolvido a partir do AEG G.III, com melhorias em potência, capacidade de carga de bombas e dimensões. Entrou em serviço no final de 1916, com uma capacidade de bomba de duas vezes maior que a do AEG G.II,  mas ainda assim foi considerada inadequada em termos de capacidade e desempenho ofensivo.
Outras melhorias levou ao desenvolvimento do GV, mas o armistício veio antes da substituição, que poderia tornar-lo operacional.
Servindo no final da guerra, a AEG G.IV conseguiu alcançar algum sucesso operacional em papéis de reconhecimento e de combate.

## Variantes
| Variante  | Característica | Qtd. produzida |
| --------- | --- | -------------- |
| AEG G.IV  | Bombardeiro estratégico.                                                                                                | N.D.           |
| AEG G.IVg | Equipado com acréscimo de envergadura de três baias.                                                                    | N.D.           |
| AEG G.IVk | Bombardeiro de mergulho equipado com dois canhões Becker de 20 mm (0,787 in), um em montante dorsal e outo sob o nariz. | 5              |

## Operadores
Alemanha
- Luftstreitkräfte